# Iyumbu (Ikungi)
Iyumbu ist ein Verwaltungsbezirk (englisch Ward) des Distrikts Ikungi in der tansanischen Region Singida.

## Geografie
Iyumbu ist ein Bezirk im nördlichen Zentralteil von Tansania etwa 70 Kilometer Luftlinie südwestlich der Regionshauptstadt Singida. Bei der Volkszählung 2022 lebten 18.489 Menschen in 3133 Haushalten auf einer Fläche von 625 Quadratkilometern.
Der Bezirk grenzt im Westen und im Süden an die Region Tabora und sonst an vier Bezirke des Distrikts Ikungi:
| Mgungira | Ighombwe                                    |           |
| Loya     | Kompassrose, die auf Nachbargemeinden zeigt | Makilawa  |
|          | Tura                                        | Iglansoni |

## Gliederung
Der Bezirk besteht aus drei Gemeinden (swahili Mtaa) mit elf Orten (Kitongoji):
| Iyumbu - Iyumbu - Nyambi - Lwambala - Bomba - Kapi | Mkenene - Mkenene - Ilowoko - Itanduka | Makungu - Makungu A - Kisingika - Mwamawoku |

## Infrastruktur
- Bildung: Im Bezirk gibt es keine weiterführende Schule.[8]
- Gesundheit: In Iyumbu befindet sich ein staatliches Gesundheitszentrum.[9]